# Puskesmas

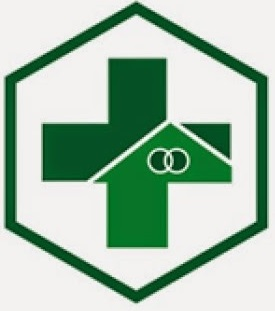
Logo

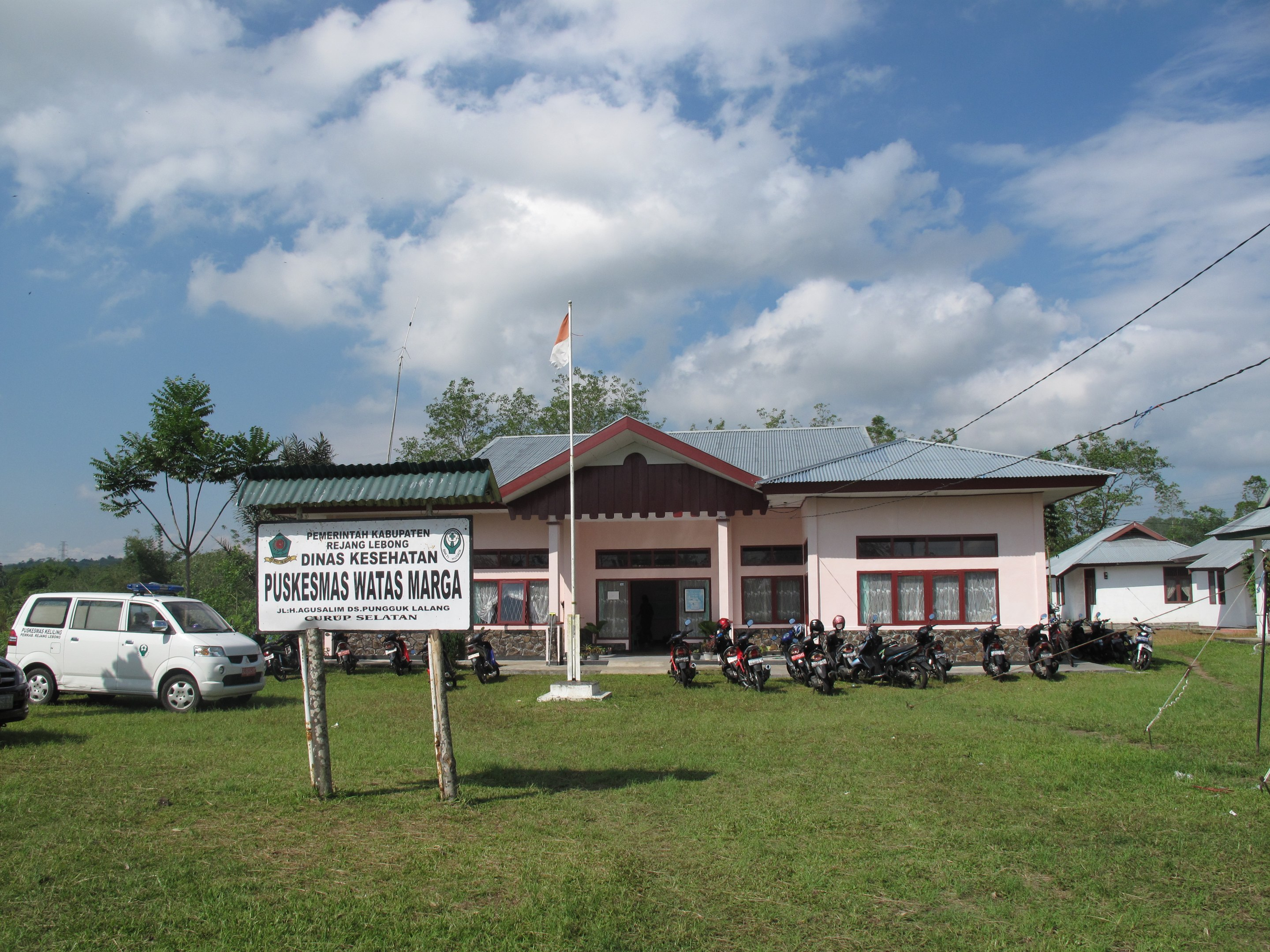
Puskesmas Watas Warga Curup Selatan in der Provinz Bengkulu auf Sumatra

Ein Puskesmas (indonesisch Pusat Kesehatan Masyarakat, deutsch Kommunales Gesundheitszentrum) ist eine staatliche, medizinische Einrichtung in Indonesien. Es wird vom Gesundheitsministerium betrieben und bietet der Bevölkerung eine Gesundheitsversorgung auf Distriktsebene (Kecamatan). Entwickelt wurde das Konzept von Gerrit Augustinus Siwabessy, dem ersten Gesundheitsminister Indonesiens. Daneben gibt es noch Gemeinde- und Vorsorgeprogramme. Im Jahr 2014 gab es laut dem Gesundheitsministerium im Land 9718 Puskesmas.

## Übersicht
Das kommunale Gesundheitswesen baut sich in Indonesien auf drei Ebenen auf. Die Puskesmas stehen an der Spitze, gefolgt von medizinischen Versorgungszentren (Puskesmas Pembantu) und Hebammenzentren (Polindes). Normalerweise sind sie mit einem Arzt und einer Krankenschwester (Bidan) besetzt und bieten Schwangerenbetreuung (inklusive prä- und posnataler Versorgung), Pädiatrie, Beratungen zur Familienplanung, ambulante Versorgung, Vorsorgemaßnahmen (wie zum Beispiel Impfungen) und Kontrollprogramme für Infektionskrankheit. In größeren Einrichtungen gibt es auch weitere Klinikangebote. Ein Puskemas ist für 30.000 Einwohner vorgesehen. Puskesmas Pembantu unterstützen die Puskemas in der geographischen Breite. In Millionenstädten unterstützen Puskesmas Pembina, angedacht für 150.000 Menschen.
Die Versorgung in den Puskesmas beschränkt sich meist auf einen rein ambulanten Service. Diese Puskesmas sind meist nur bis Mittag geöffnet und können auch nicht außerhalb der Öffnungszeiten bei geburtshilfliche Notfälle helfen. Diese Puskesmas sind oft unterversorgt und werden als problematisch beschrieben, da Patienten mit ernsteren Erkrankungen an höhere Ebenen, wie Krankenhäuser, verwiesen werden, ohne dass man ihnen Erste Hilfe zukommen lässt oder für den Transfer sorgt.
In dünn besiedelten Regionen haben die Puskesmas teils auch Betten und sollen mit mehr Personal und Ausstattung auch 24 Stunden am Tag eine Basis-Notversorgung anbieten können. Allerdings fehlt dem Personal oft das Wissen, zum Beispiel, um bei gynäkologischen Notfällen zu helfen. Hier half die UNICEF mit der Fortbildung von Personal.
Einem Puskesmas steht ein Leiter vor, dem ein Leiter der Verwaltung folgt. Darauf folgen die Technischen Einheiten I–III, die Technischen Einheiten IV–VII und eine Unterstützungseinheit.
Die Technische Einheit I befasst sich mit Frauen- und Kindermedizin, Familienplanung und Ernährungsprogramme. Die Technische Einheit II dient zur Prävention und Bekämpfung von Infektionskrankheiten. Die Technische Einheit III hat zur Aufgabe Zahnmedizin, orale Krankheiten sowie Berufs- und Alterskrankheiten. Die Technische Einheit IV hat als Aufgabenbereich Öffentliche Gesundheit, Schul- und Sportmedizin, Geisteskrankheiten, Augenheilkunde und spezielle Krankheiten.
Die Technische Einheit V kümmert sich um Gebäude, die Entwicklung von kommunalen Gesundheitsaktionen und öffentliche Gesundheitswerbung. Die Technische Einheit VI befasst sich mit ambulanten und stationären Patienten und die Technische Einheit VII ist mit der Apotheke beauftragt.